# Rutiga kokboken
Rutiga kokboken är en svensk grundkokbok utgiven av Ica-förlaget i Västerås i en stil som påminner om förlagets storsäljare Sju sorters kakor. Båda hade omslag som ser ut som en vit- och rödrutig bordduk. Boken omfattar 1 500 recept och avslutas med en ordlista (10 sidor) och ett alfabetiskt register. Totalt har den sålts i 832 000 exemplar (2006).
Första utgåvan kom 1980 och i tidens konsumentupplysta anda (man anar konkurrens från Kooperativa förbundets Vår kokbok) är recepten baserade på tester utförda i ett provkök. I förordet framhålls att recepten anges både för 4 portioner (för kärnfamiljen) och 1-2 portioner (för singelhushållet). Redan på sidan 6 (tredje upplagan) möts läsaren av kostcirkeln i det inledande kapitlet "Den goda maten och hälsan". Den flärdfulla matlagningen med TV-kockar var ännu ett okänt fenomen (undantaget Ria Wägner). Men i slutet finns ändå ett kapitel med tio sidor om "Gourmetmiddagar" (tredje upplagan).
1982 översattes kokboken till norska, Den rutete kokeboken, och 1983 till finska, Ruutukokki : kodin paras keittokirja. Andra svenska upplagan kom 1984, tredje 1988, fjärde 1994, femte 1999, sjätte 2003 och sjunde upplagan 2006.
Samma förlag ger även ut Ica-förlagets stora kokbok. Ica bokförlag ingår numera i Forma Publishing Group. Ica provkök lades ner i slutet av 2005.